# نقص التعرق

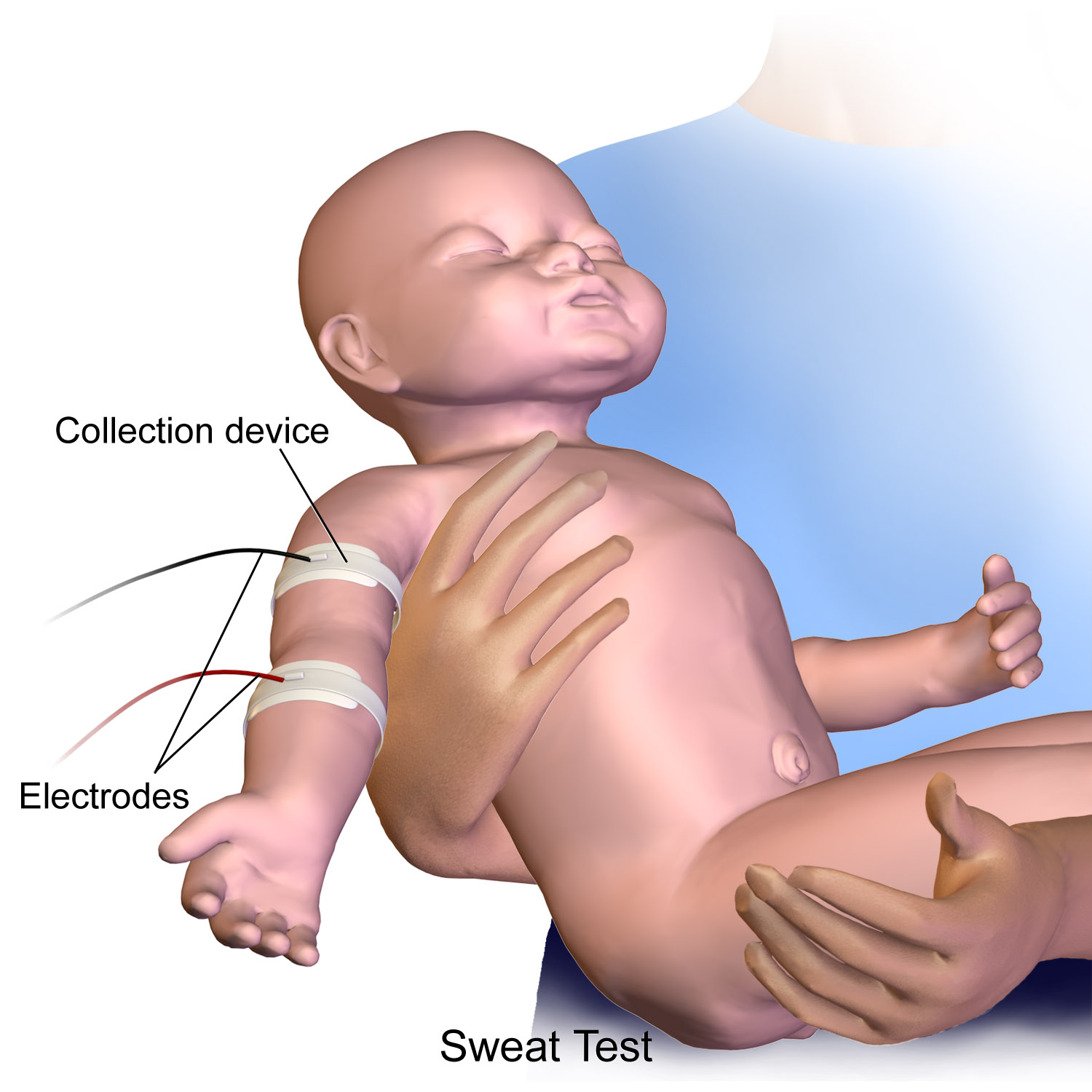
رسم طبي توضيحي يصور اختبار العرق بالكلورايد على رضيع.

نقص التعرق (بالإنجليزية: Hypohidrosis)‏ هو تضاؤل كمية التعرق استجابة للمحفزات المُوَائِمة. في حين أن فرط التعرق هو أمر مقلق اجتماعيا ولكنه حميد غير خبيث، ولكن نقص التعرق يمكن أن يؤدي إلى ارتفاع الحرارة، الإنهاك الحراري، ضربة الشمس وربما الموت. الحالة القصوى لنقص التعرق تُسمّى «انقطاع التعرق» أو «اللاعرقية» (بالإنجليزية: anhidrosis)‏ حيث يكون هناك غياب كامل للتعرق ويجف الجلد.

## أسباب المرض
أدوية
- مضادات الكولين
- أشباه أفيونيات
- ذيفان السجقية
- مناهضة مستقبل ألفا-2
- كلونيدين
- باربتيورات
- زونيساميد

عوامل بدنية
- الأورام
- الحروق
- الإشعاع
- جراحة
- الندبات
- قرح

أمراض جلدية
- خلل التنسج الأديمي الظاهر ناقص التعرق
- سلس الصباغ
- مرض بازيكس
- مرض فابري
- جاروسية
- متلازمة شوغرن
- تصلب مجموعي
- مرض الطعم حيال الثوي

اعتلال عصبي
- ضمور جهازي متعدد
- داء جسيمات ليوي
- تصلب متعدد
- سكتة
- ورم
- التهاب الدماغ
- اعتلال نخاعي
- السكري
- متلازمة غيلان باريه
- اعتلال عصبي لا إرادي وحسي وراثي
- الكحولية
- داء نشواني
- متلازمة روس
- فشل مستقل نقي
- متلازمة هورنر

## التشخيص
يمكن إظهار العرق للعيان بسهولة بواسطة مؤشر موضعي مثل النشا الميودن (اختبار ثانوي) أو «سلفونات يزارين الصوديوم» (بالإنجليزية: sodium alizarin sulphonate)‏، وكلاهما يخضع لتغير دراماتيكي في اللون عندما يتبلل بالعرق.
يمكن لاختبار تنظيم الحرارة العَرَقي (بالإنجليزية: thermoregulatory sweat test)‏ أن يُقيّم استجابة الجسم إلى التحفيز الحراري، وذلك عن طريق حفز التعرق من خلال الصندوق الحار، أو غرفة ساخنة، أو بطانية حرارية أو ممارسة الرياضة. إذا لم يحدث تغير في لون المؤشر الموضعي خلال اختبار تنظيم الحرارة العَرَقي، فإن هذا يشير إلى وجود مرض «نقص التعرق»، وينبغي بعدها إجراء المزيد من الاختبارات لتحديد سبب الآفة.
عندما يُشتبه بأن الآفة موجودة في الجهاز العصبي المركزي، فإن التصوير بالرنين المغناطيسي للدماغ و ⁄ أو الحبل الشوكي هو أفضل طريقة للتقييم.
عندما يكون «انقطاع التعرق» يحدث كجزء من اضطرابات الأمراض الجلدية، فإن خزعات الجلد تكون مفيدة وتكشف نتائجها عن حدوث تلف في الغدد العرقية أو نخر أو تليف، بالإضافة أنها تُعطي نتائج خاصة باضطرابات الجلد الأساسية.

## إدارة المرض

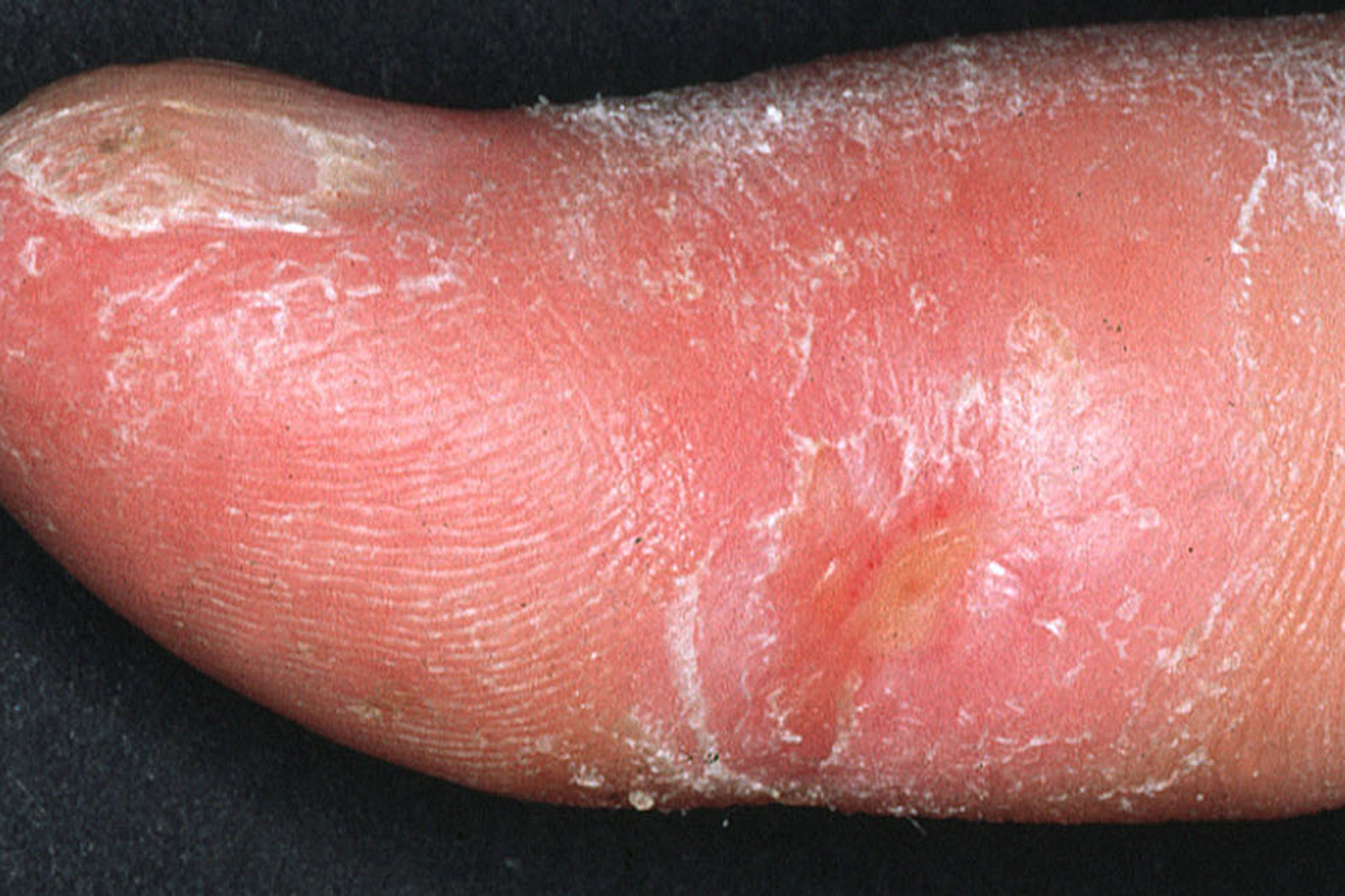
"تصلب الجلد المجموعي" Systemic scleroderma.

خيارات علاج «نقص التعرق» و «انقطاع التعرق» محدودة.
- ينبغي على مرضى نقص التعرق تجنب الأدوية التي يمكن أن تؤدي إلى تفاقم الحالة (انظر أسباب المرض: الدواء)، كما ينبغي الحد من الأنشطة التي تعمل على رفع درجة حرارة الجسم الأساسية، وإذا كان لابد من ممارسة التمارين فينبغي أن تكون تحت إشراف وأن تؤدى في مكان بارد مُغطّى وجيد التهوية.
- في الحالات التي يكون فيها السبب معروفاً، يجب أن يكون العلاج موجها إلى المرض الباثولوجي.
- في أمراض المناعة الذاتية مثل متلازمة شوغرن و«تصلب الجلد المجموعي» (بالإنجليزية: Systemic scleroderma)‏، فإن علاج المرض الأساسي باستخدام الأدوية المثبطة للمناعة قد يؤدي إلى تحسن في مرض نقص التعرق.
- في الأمراض العصبية، فإنه غالبا لا رجعة في المرض الباثولوجي. في هذه الحالات تكون الوقاية من حدوث مزيد من الأضرار العصبية، مثل الضبط الجيد لسكر الدم في مرضى السكري، هو حجر الزاوية في إدارة المرض.
- في حالة «انقطاع التعرق المتعمم المكتسب» (بالإنجليزية: acquired generalized anhidrosis)‏، قد يُلاحظ انخفاض تلقائي في شدة المرض في بعض الحالات.
- هناك العديد من الحالات التي تم فيها الاستجابة بفعالية للكورتيكوستيرويد (هرمون ستيرويدي ينتج في قشر الكظر)، وعلى الرغم من أن الجرعة المُثلى لم تُثبت بعد، إلا أنه وُجد أن الميثيلبريدنيزولون (حتى 1000 ملغم ⁄ اليوم) له تأثير جيد.[بحاجة لمصدر]